# Zone sèche (Birmanie)

Cantons de la zone sèche
Régions dont le territoire est inclus dans la zone sèche
Cantons et régions situés entièrement en dehors de la zone sèche

La zone sèche ou Anyar (birman : အညာ) est une région de Birmanie située dans le centre de la Haute-Birmanie. Le centre de population du pays, près d'un tiers de la population de la Birmanie, vit dans la zone sèche. C'est le principal lieu d'implantation de l'ethnie bamar et sert de centre de pouvoir aux gouvernements tout au long de l'histoire de la Birmanie, y compris aux juntes militaires modernes.
La zone sèche doit son nom à son climat semi-aride et à ses précipitations relativement faibles, causés par les monts Arakan qui empêchent les moussons d'atteindre la région. En raison de ces conditions, ainsi que des effets de l'agriculture et de l'activité humaine, la zone sèche connaît une déforestation importante, notamment après l'indépendance de la Birmanie en 1948. Dans la Birmanie actuelle, la zone sèche englobe les régions de Magway, de Mandalay et de Sagaing.

## Climat et géographie
La zone sèche présente une variété de climats allant du semi-aride au semi-humide. La région reçoit relativement peu de précipitations et connaît fréquemment des périodes de sécheresse pendant la mousson d'Asie du Sud (en) et la saison des pluies. Ce phénomène s'explique par le fait que la zone sèche est entourée par les monts Arakan à l'ouest, la chaîne de Pegou au sud et les monts Shan à l'est.
La zone sèche abrite également plusieurs fleuves, notamment l'Irrawaddy et ses affluents. Pendant la mousson, l'Irrawaddy est fréquemment en crue, mais il est généralement ensablé dans la zone sèche.

## Agriculture
La zone sèche est le centre agricole de la Birmanie, les deux tiers des terres arables de la Birmanie et 35% de ses cultures céréalières se trouvent dans la région, et les activités économiques supplémentaires comprennent l'élevage. Les cultures les plus largement plantées sont le sésame, le riz, l'arachide, les pois d'Angole, les pois chiches, le haricot mungo et le sorgho. Cependant, en raison des faibles précipitations, du changement climatique et d'autres activités humaines et agricoles (telles que la déforestation et le surpâturage), les conditions économiques dans la zone sèche restent médiocres. Depuis 2021, en raison des violences parrainées par l'État qui suivent le coup d'État de 2021 en Birmanie, de la hausse des températures, de la pandémie de Covid-19 et des récoltes de plus en plus mauvaises, un exode généralisé des résidents de la zone sèche vers d'autres régions de Birmanie se produit. Selon le Programme alimentaire mondial, dans une enquête antérieure à 2014, 27% des enfants de la zone sèche souffrent de malnutrition chronique.

## Histoire politique
Traditionnellement, la zone sèche sert de cœur à de nombreux États situés dans l'actuelle Birmanie. Avec sa forte population d'origine bamar, la zone sèche est qualifiée de "cœur" de la Birmanie,. Plusieurs dynasties historiques, telles que le Royaume de Pagan, le Royaume d'Ava et la dynastie Konbaung, s'appuient sur la région pour exercer leur pouvoir politique. Le dirigeant autoritaire Ne Win tente en vain d'installer les habitants de la zone sèche dans l'est de l'État shan.

### Depuis 2021
La zone sèche est traditionnellement épargnée par le conflit interne birman, en raison de l'homogénéité ethnique de la région et du manque d'intérêt de la Tatmadaw pour la région. Généralement, la plupart des conflits portent sur les litiges fonciers, l'agriculture et, plus récemment, l'extraction de ressources par les entreprises chinoises. Cependant, avec le début de la guerre civile birmane en 2021, les habitants de la zone sèche sont de plus en plus impliqués dans le conflit interne birman. D'un côté, on trouve les milices Pyusawhti (en) pro-junte et les membres des groupes pro-Tatmadaw, et de l'autre, les Forces de défense du peuple, un groupe de guérilla aux liens plus ou moins étroits avec la junte.